# Kuban-Gruppe

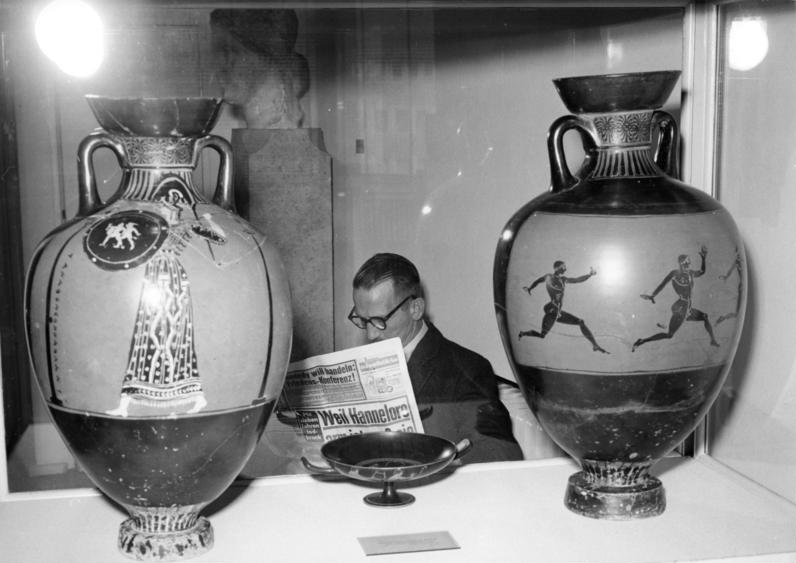
Preisamphoren der Kuban-Gruppe, Hildesheim, Römer- und Pelizaeus-Museum

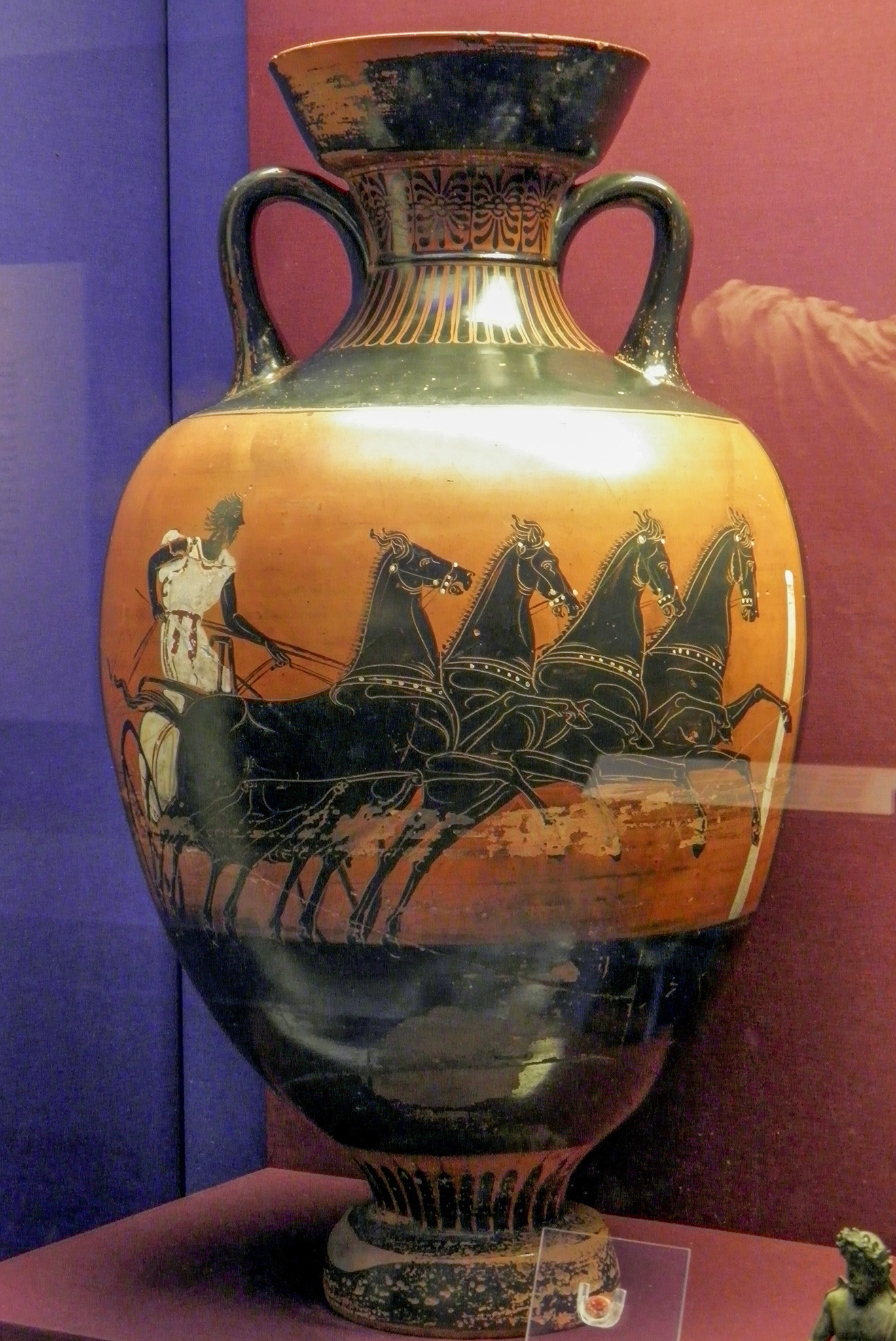
Preisamphora der Kuban-Gruppe, London, British Museum B 606

Die Kuban-Gruppe (englisch Kuban Group) ist eine mit einem Notnamen bezeichnete Gruppe attischer Vasenmaler, die am Ende des 5. und am Anfang des 4. Jahrhunderts v. Chr. Panathenäische Preisamphoren produzierte. Es handelt sich dabei wahrscheinlich um die Preisvasen der Panathenäen von 406, 402, 398 und 394 v. Chr. Benannt ist die Gruppe nach einer Amphora aus dem Kuban-Gebiet.
Die Gefäße sind in der Tradition der Preisamphoren schwarzfigurig dekoriert, zu einer Zeit, als eigentlich nur noch rotfigurige Vasen produziert wurden. Stilistisch lassen sich mehrere Vasenmaler trennen, wobei einer davon mit Aristophanes identifiziert wird, ein zweiter kommt aus dem Umkreis des Pronomos-Malers.